# Britain's Next Top Model
Britain's Next Top Model (abbreviato BNTM ) è stato un reality show britannico, basato sul format statunitense America's Next Top Model, che vede un numero di ragazze competere settimana dopo settimana per il titolo di top model inglese; ogni settimana le ragazze affrontano un servizio fotografico e gare a sorpresa.
Al momento del giudizio, viene stilata una classifica e le ultime due ragazze si contendono il posto rimanente per quella puntata. Il programma è andato in onda dal 14 settembre 2005 al 21 dicembre 2017. Tra il 2011 e il 2013 ha preso il nome di Britain & Ireland's Next Top Model, in quanto le audizioni sono state aperte anche alle aspiranti modelle provenienti dall'Irlanda.
Nel 2012 sette concorrenti delle passate edizioni del programma, ovvero Jasmia Robinson, Louise Watts, Catherine Thomas, Annaliese Dayes, Ashley Brown, Sophie Sumner e Alisha White, hanno preso parte alla 18ª edizione della versione statunitense del format, recante il sottotitolo British Invasion. Proprio Sophie Sumner è stata la vincitrice di quell'edizione.
Nella dodicesima stagione, per la prima volta nella storia del programma, è stata data la possibilità ad una concorrente della precedente edizione di rientrare (Eleanor Sippings aveva dovuto lasciare la competizione per gravi problemi di salute).

## Edizioni
| Stagione | Prima visione     | Vincitore              | Seconda classificata            | Altre concorrenti in ordine di eliminazione | Numero concorrenti | Destinazione                    |
| -------- | ----------------- | ---------------------- | ------------------------------- | --- | ------------------ | ------------------------------- |
| 1        | 14 settembre 2005 | Lucy Ratcliffe         | Edwina Joseph                   | Marina Fallahi, Claire Hillier, Shauna Breen, Anna-Renee "Anne" Kent (ritirata), Hayley Wilkins, Marisa Heath, Stephanie Jones, Naomi Teal, Tashika "Tashi" Brown, Jenipher Lee "Jenilee" Harris                        | 12                 | Parigi Milano                   |
| 2        | 24 luglio 2006    | Lianna Fowler          | Abigail Clancy                  | Yvette Stubbs, Nina Malone, Ashley "Asha" Hibbert, Lucy Flower, Sophia Price, Samantha Gerrard, Tamar Higgs & Georgina Edewor-Thorley, Sarah Butler, Amber Niemann, Jasmia Robinson                                     | 13                 | Marrakech                       |
| 3        | 2 luglio 2007     | Lauren McAvoy          | Louise Watts                    | Danielle "Dani" Lawrence, Krystal Hancock, Abigail Galatia, Natalie Nwagbo, Holly Alexander, Carly Thompson, Sherece Campbell, Lucy Bennett, Stefanie Dakota Webber, Rebecca White                                      | 12                 | Rio de Janeiro                  |
| 4        | 21 aprile 2008    | Alexandra "Alex" Evans | Catherine Thomas                | Sophie Roberts, Musayeroh Barrie, Louise Heywood, Lauren Donaldson-Stanley, Lynzi Arnott, Lisa-Jane Fowler, Martha Braddell & Leanne Nagle, Aaron Hunt, Charlotte Denton, Rachael Cairns, Stefanie Wilson               | 14                 | Città del Capo                  |
| 5        | 20 aprile 2009    | Mecia Simson           | Sophie Sumner                   | Lisa-Ann Hillman, Lauren Wee, Kasey Wynter & Chloe Cummings, Madeleine Wheatley, Hayley Buchanan, Annaliese Dayes, Daisy Payne, Viola Zsékely, Ashley Brown, Jade McSorley                                              | 13                 | Reykjavík Buenos Aires          |
| 6        | 5 luglio 2010     | Tiffany Pisani         | Alisha White                    | Hannah Goodeve (ritirata), Rachelle Harry, Susan Loughnane, Harleen Kaur Nottay, Delita Cole, Amba Hudson-Skye, Nicola Wright, Kirsty Parsons, Olivia Oldham-Stevens, Amelia Thomas, Charlotte Holmes, Joy McLaren      | 14                 | Alicante Hardanger Kuala Lumpur |
| 7        | 4 luglio 2011     | Jade Thompson          | Justė Juozapaitytė              | Kimberleigh Spreadbury & Joanne Northey, Ufuoma Itoje, Hannah Devane, Holly Higgins & Amy Woodman, Tanya Mihailovic & Stacey Haskins, Jessica Louise Abidde, Imogen Leaver & Anastasija Bogatirjova                     | 13                 | Dublino Miami                   |
| 8        | 9 luglio 2012     | Letitia Herod          | Emma Grattidge                  | Amelia "Milly" Raven (ritirata), Emma Sharratt, Penelope Williamson, Tasmin Golding, Anne Winterburn, Kellie Forde, Jennifer Joint, Madeleine Taga, Roxanne O'Connor, Risikat Oyebade, Lisa Madden, Anita Kaushik       | 14                 | Dubai Parigi Toronto            |
| 9        | 20 giugno 2013    | Lauren Lambert         | Emma Ward & Sarah Kennedy       | Christina Chalk, Danielle Sandhu, Jessica "Jess" Patterson, Abigail Johns, Laura Young, Emily Garner, Saffron Williams, Holly Carpenter, Angel Mbonu, Naomi Pelkiewicz, Sophie Ellson                                   | 14                 | Bridgetown                      |
| 10       | 14 gennaio 2016   | Chloe Keenan           | Angel Cole & Jessica Workman    | Jasmine Hodge, Amreen Akhtar (ritirata), Alexandra "Alex" Needham, Jenna McMahon, Megan Brunell & Georgia Butler, Billie Downes, Alexandra "Lexi" Kelly, Bethan Sowerby                                                 | 12                 | Zagabria Ocho Rios              |
| 11       | 16 marzo 2017     | Olivia Wardell         | Jennifer Malengele              | Anastasia Ellis, Abigail "Abby" Heaton, Victoria Clay, Eleanor Sippings (ritirata), Talulah-Eve Brown, Bianca Thomas, Chloe Lockley-Middleton, Simone Murphy, Tallulah Bluebell Valentine Steed-Fassett, Alannah Beirne | 12                 | Praia                           |
| 12       | 19 ottobre 2017   | Ivy Watson             | Eleanor Sippings & Kira MacLean | Georgia Mason-Mottram, Alisia Grant, Tamsin Hough, Efi Muntoni-Clements (ritirata), Shaunagh Slattery & Louisa Northcote, Martha Miller (ritirata), Cirrah Leah Webb, Sophia Chawki                                     | 12                 | Bangkok                         |

## Giudici
| Lisa Butcher     | ♦ |   |   |   |   |   |   |   |   |   |   |  |
| Marie Helvin     | ♦ |   |   |   |   |   |   |   |   |   |   |  |
| Jonathan Phang   | ♦ | ♦ | ♦ |   |   |   |   |   |   |   |   |  |
| Lisa Snowdon     |   | ♦ | ♦ | ♦ | ♦ |   |   |   |   |   |   |  |
| Paula Hamilton   |   | ♦ | ♦ |   |   |   |   |   |   |   |   |  |
| Huggy Ragnarsson |   |   |   | ♦ | ♦ |   |   |   |   |   |   |  |
| Gerry DeVeaux    |   |   |   | ♦ |   |   |   |   |   |   |   |  |
| Louis Mariette   |   |   |   |   | ♦ |   |   |   |   |   |   |  |
| Elle Macpherson  |   |   |   |   |   | ♦ | ♦ | ♦ | ♦ |   |   |  |
| Julien MacDonald |   |   |   |   |   | ♦ | ♦ | ♦ |   |   |   |  |
| Charley Speed    |   |   |   |   |   | ♦ | ♦ |   |   |   |   |  |
| Grace Woodward   |   |   |   |   |   | ♦ | ♦ |   |   |   |   |  |
| Tyson Beckford   |   |   |   |   |   |   |   | ♦ | ♦ |   |   |  |
| Whitney Port     |   |   |   |   |   |   |   | ♦ |   |   |   |  |
| Dannii Minogue   |   |   |   |   |   |   |   |   | ♦ |   |   |  |
| Abbey Clancy     |   |   |   |   |   |   |   |   |   | ♦ | ♦ |  |
| Hilary Alexander |   |   |   |   |   |   |   |   |   | ♦ | ♦ |  |
| Nicky Johnston   |   |   |   |   |   |   |   |   |   | ♦ | ♦ |  |
| Paul Sculfor     |   |   |   |   |   |   |   |   |   | ♦ | ♦ |  |